# کلمنت کوتوریر

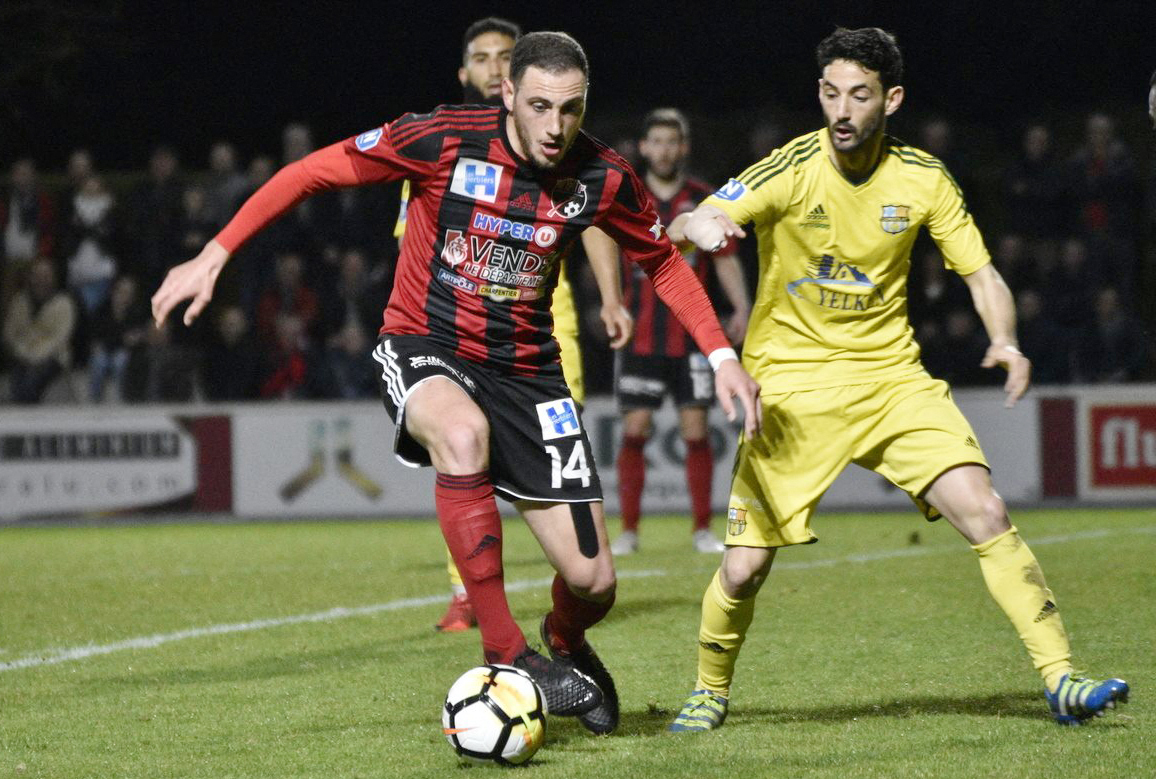
کلمنت کوتوریر (بازیکن شماره ۱۴) - ۲۰۱۸

کلمنت کوتوریر (انگلیسی: Clément Couturier؛ زادهٔ ۱۳ سپتامبر ۱۹۹۳) بازیکن فوتبال اهل فرانسه است.
از باشگاه‌هایی که در آن بازی کرده‌است می‌توان به باشگاه فوتبال اف۹۱ دودلانژ اشاره کرد.